# Andrei Sidorenkov
Andrei Sidorenkov (ur. 12 lutego 1984 w Sillamäe) – estoński piłkarz występujący na pozycji pomocnika.

## Kariera
W Estonii grał w takich klubach jak: Narva Trans, Sillamäe Kalev, Flora Tallinn, Viljandi Tulevik, Pärnu Tervis.
W 2008 roku wyjechał z Estonii do duńskiego klubu, SønderjyskE Fodbold. W tym klubie podpisał 3 letni kontrakt. Sidorenkov zagrał w tym klubie 54 mecze, w tym strzelając jednego gola. W sezonie 2010-11 był testowany przez polski klub Widzew Łódź, jednak tam nie przeszedł testów i nie podpisano z nim umowy. W 2011 roku przeszedł do innego duńskiego klubu, Viborg FF. Zagrał tam tylko 8 meczów, ponieważ pół roku po przejściu do klubu odszedł z niego. W lutym 2012 było rozważane jego zatrudnienie przez rumuński klub FC Dinamo Bukareszt, jednak ten transfer nie doszedł do skutku. W następnym miesiącu podpisał 1,5 letni kontrakt z duńskim klubem, FC Fredericia.

## Reprezentacja
W reprezentacji Estonii Sidorenkov rozegrał 21 meczów. 12 października w Tallinnie, podczas eliminacji do Euro 2012 w meczu z reprezentacją Słowenii strzelił bramkę samobójczą, przez którą Estończycy przegrali 1:0.